# 부안마실축제
부안마실축제는 산, 들, 바다가 어우러진 천혜의 자연 경관과 풍부한 먹거리, 전통문화 등이 있는 전북특별자치도 부안군의 지역대표축제이다. 매년 5월 경에 부안마실축제제전위원회와 부안군이 주최 및 주관하여 개최된다.

## 특징
주제어인 마실은 "이웃에 놀러다니는 일"을 뜻하는 대한민국 표준어로서 축제를 찾는 관광객에게 소풍을 떠나는 것과 같은 추억을 선사할 수 있도록 부안의 각 마을의 특색을 반영한 거리형 축제이자, 남녀노소 누구나 즐길 수 있는 프로그램으로 구성되어 있다.

## 주요 프로그램
예향마실, 지혜마실, 이웃마실, 예술마실, 별미마실, 여행마실 등이 있다.

## 행사장

### 주 행사장
개막식, 폐회식, 대표 프로그램 등이 개최된다.
- 2012년 ~ 2013년: 부안군 행안면 부안스포츠파크
- 2014년 ~ 2018년: 부안군 부안읍 시가지 일원
- 2019년 ~ 2023년 : 부안군 부안읍 매창공원
- 2024년 ~ 현재: 부안군 부안읍 부안해뜰마루 지방정원

### 기타 행사장
축제 기간 중에는 부안누에타운 등 부안군 전역의 주요 관광지에서도 관련 행사가 개최된다.

## 연혁
| 연도 | 회차   | 기간                                                                | 주 행사장                             | 명칭                | 슬로건                                    |
| --- | ------ | ------------------------------------------------------------------- | ------------------------------------- | ------------------- | ----------------------------------------- |
| 2012년 | 제1회  | 2012. 5. 4(금) ~ 5. 6(일)                                           | 부안스포츠파크                        | 부안마실축제        | 모두가 행복한 동행, 부안으로 마실 오세요! |
| 설명: 당초에는 2011년 10월 개최 예정이었으나 연기되어 2012년 5월에 최초 개최되었다. |        |                                                                     |                                       |                     |                                           |
| 2013년 | 제2회  | 2013. 5. 3.(금) ~ 5. 5.(일)                                         | 부안스포츠파크                        | 부안마실축제        | 아름다운 만남, 행복한 동행                |
| 설명: |        |                                                                     |                                       |                     |                                           |
| 2014년 |        | 2014. 5. 3.(토) ~ 5. 5.(월)                                         |                                       |                     |                                           |
| 설명: 세월호 침몰 사고 참사로 인해 취소되었다. |        |                                                                     |                                       |                     |                                           |
| 2015년 | 제3회  | 2015. 5. 1.(금) ~ 5. 3.(일)                                         | 부안읍 일원                           | 부안마실축제        | 어화 세상 벗님네야! 복 받으러 마실가세    |
| 설명: 부안읍 일원으로 개최지를 이동해서 거리형 축제 형식으로 펼쳐졌다. |        |                                                                     |                                       |                     |                                           |
| 2016년 | 제4회  | 2016. 5. 6.(금) ~ 5. 8.(일)                                         | 부안읍 일원                           | 부안마실축제        | 부래만복(扶來萬福)                        |
| 설명: |        |                                                                     |                                       |                     |                                           |
| 2017년 | 제5회  | 2017. 5. 4.(목) ~ 5. 6.(토)                                         | 부안읍 일원                           | 부안마실축제        | 어화세상 벗님네야 복 받으러 부안가세      |
| 설명: |        |                                                                     |                                       |                     |                                           |
| 2018년 | 제6회  | 2018. 5. 5.(토) ~ 5. 7.(월)                                         | 부안읍 일원                           | 부안오복마실축제    | 어화세상 벗님네야, 복 받으러 부안가세!    |
| 설명: 축제 정체성 강화를 위해 오복마실축제로 명칭이 변경되었다. |        |                                                                     |                                       |                     |                                           |
| 2019년 | 제7회  | 2019. 5. 4.(토) ~ 5. 6.(월)                                         | 매창공원                              | 부안마실축제        | 부안으로 떠나는 일상속 소풍               |
| 설명: 축제 정체성 일원화를 위해 마실축제로 명칭이 환원되었으며 추진상 문제점을 해소하고자 매창공원으로 주 행사장이 변경되었다.                                                           |        |                                                                     |                                       |                     |                                           |
| 2020년 | 제8회  | 당초: 2020. 5. 2(토) ~ 5. 5.(화) 연기: 2020. 9.18.(금) ~ 9. 20.(일) | 매창공원                              | 부안마실축제        | 마실, 마을을 잇다, 즐거움을 담다          |
| 설명: 예년과 같이 5월 중 개최 예정이었으나 코로나바이러스감염증-19 확산으로 인해 한 차례 연기되었다가 2021년 1월 29일 제전위원회 전체 회의에서 취소 결정되었다.                          |        |                                                                     |                                       |                     |                                           |
| 2021년 | 제8회  | 2021. 5. 1.(토) ~ 6. 30.(수)                                        | 매창공원 및 홈페이지, 부안축제 유튜브 | 온택트 부안마실축제 | 부안, 마실이야기                          |
| 설명: 코로나바이러스감염증-19 상황을 고려해 유튜브를 통해 어디서나 축제를 즐길 수 있도록 온택트 부안마실축제로 진행됐다.                                                                 |        |                                                                     |                                       |                     |                                           |
| 2022년 | 제9회  | 2022. 5. 5.(목) ~ 5. 31.(화)                                        | 매창공원 및 홈페이지, 부안축제 유튜브 | 온택트 부안마실축제 | 마을을 잇다, 이야기를 담다                |
| 설명: 코로나바이러스감염증-19 확산방지를 위해 부안축제 유튜브를 통한 온라인 콘텐츠를 중심으로 펼쳐졌으며, 매창공원의 오프라인 프로그램은 별빛마실 경관조명 등 개별 참여 위주로 진행됐다. |        |                                                                     |                                       |                     |                                           |
| 2023년 | 제10회 | 2023. 5. 4.(목) ~ 5. 6.(화)                                         | 매창공원                              | 부안마실축제        | 할머니의 품 속으로                        |
| 설명: 정상적으로 개최되었다. |        |                                                                     |                                       |                     |                                           |
| 2024년 | 제11회 | 2024. 5. 3.(금) ~ 5. 6.(월)                                         | 부안 해뜰마루 일원                    | 부안마실축제        | 5월의 선물, 가족여행 부안!                |
| 설명: 기존에 매창공원에서 해뜰마루 지방정원으로 장소를 옮겨 개최되었다. |        |                                                                     |                                       |                     |                                           |
| 2025년 | 제12회 | 2025. 5. 2.(금) ~ 5. 5.(월)                                         | 부안 해뜰마루 일원                    | 부안마실축제        | 5월의 선물, 가족여행 부안!                |
| 설명: |        |                                                                     |                                       |                     |                                           |